# Marie Angélique Renée de Larlan de Kercadio
Marie-Angélique-Renée de Larlan de Kercadio (1689-1736), aussi appelée marquise de Locmaria et marquise de Lambert, est une dame de la cour mentionnée dans plusieurs chansons satyriques à l'époque de la Régence.

## Premier mariage
Marie-Angélique-Renée de Larlan de Kercadio est née vers 1689. Elle est la fille de Jean-Baptiste de Larlan, seigneur de Kercadio et de Rochefort et président à mortier au parlement de Bretagne, et de Marie-Madeleine Courtin. En 1707, elle épouse à Rennes Louis-François du Parc, marquis de Locmaria et général des armées du roi, de quarante-deux ans son aîné. Le 7 juin 1708 à Guerrand, elle met au monde un fils, Jean-Marie-François du Parc. Son mari décède l'année suivante, le 10 septembre 1709 à Bourbonne. Moins d'un an plus tard, la rumeur attribue à la « belle et jeune veuve » un mariage secret, au cours de son deuil, avec le comte de Belle-Isle, dont elle serait enceinte.

## Libertinage
Installée à Paris, elle possède un hôtel particulier rue de l'Université,,. Elle est présente à la cour du régent Philippe d'Orléans. Elle y acquiert une réputation de libertine. Dans ses mémoires, l'académicien Charles-Jean-François Hénault la décrit comme une « femme coquette » et « dont la conduite extérieure n'avoit rien de réprochable, étant fort avant dans le monde, point méchante, d'une gourmandise distinguée et cherchant à plaire à bride abattue. »  L'avocat  Mathieu Marais écrit d'elle : « Madame de Locmaria a été une des plus belles femmes de la cour et elle a eu bien des amants. »  On compta parmi eux Louis-Armand de Bourbon-Conti.

## Vers satyriques
Entre 1715 et 1718, de nombreuses chansons satyriques circulent, qui dénoncent les mœurs la cour. La marquise de Locmaria y est citée, comme nombre d'autres dames de la cour :
| Chanson sur l'air : dans le bel age « Sainte Badine A chaque amant disait Que la gésine De baiser l’empêchait ; Mais d’un coup de poignet La friponne faisait Si bien raidir l’échine Que partout on fêtait Sainte Badine... » 1715 ou 1717, | Chanson sur l'air de la Fronde... «...Qu'habile en vers, Qu'habile en prose, Locmaria nuit et jour compose Puisqu'aimer lui semble commun Mais que sans cesse elle s'occupe Au sot combat du cinq contre un, Sapho ne fut jamais si dupe... » 1716 | Sur l'air : j'ai du Mirliton « Plus loin, comme en sentinelle, Etoit la Locmaria ; L'amour dit à la donzelle : il faut réduire au visa Ton froid Mirliton, etc. » 1723 | Chanson sur l'air : Alleluia, «... Maillebois a dit au régent : Faites-le-moi donc plus souvent, Et mon beau père chantera : Alleluia. Locmaria toute la nuit, S'amuse à mesurer son vit Sans jamais se lasser le bras. Alleluia... » |

## Système de Law
En juin 1720, elle est également citée dans un placard satyrique au cours des épisodes de spéculations qui accompagne le système de Law sur la Place Vandôme dans lequel on la compare à une vivandière. En septembre de la même année, elle fait les frais de l'indélicatesse du duc de la Force qui lui rembourse en monnaie papier sans valeur une dette de 400 000 francs.

## Second mariage
Vers 1720, elle commence une relation avec Henri-François de Lambert, qu'Hénault décrit comme « Un homme particulier et tout à fait misanthrope. » Elle l'épouse en janvier 1725, malgré les réticences de sa mère, Madame de Lambert, une célèbre salonnière et femme de lettres. Celle-ci lui adresse à cette occasion une lettre où elle lui dit «...Permettez moi de vous faire ici mes compliments sur une alliance aussi illustre & si digne de vous. Vous portez un nom, madame, qui étoit autrefois un peu brouillé avec la pudeur ; mais vous allez le raccommoder avec modestie, vous qui savez si bien en soutenir les droits. Les amours en murmurent ; mais vous leur faites bien d'autres larcins... coupez les ailes à l'Amour... »
Marie Angélique Renée de Larlan de Kercadio décède le 3 mai 1736.